# Bundesuniversität
Eine Bundesuniversität oder Hochschule des Bundes ist allgemein in einem föderal organisierten Staat eine Hochschule, die nicht von einem der Gliedstaaten, sondern von der Regierung des Zentralstaates getragen wird. Wie häufig dies vorkommt, hängt von der Kompetenzverteilung zwischen Bund und Gliedstaaten im jeweiligen föderalen System ab.

## Situation in Deutschland
In Deutschland stellen Bundesuniversitäten insofern eine Ausnahme dar, als die Hochschulgesetzgebung nach dem Grundgesetz grundsätzlich Sache der Länder ist. Solche Hochschulen zählen auch dann aus Bundesuniversitäten, wenn sie den Lehrbetrieb nach landesrechtlichen Regelungen durchführen. Zu den Bundeshochschulen zählt beispielsweise die Universität der Bundeswehr München; ihr Träger ist der Bund, leitet ihre Befugnis zur Verleihung von Graden mitsamt Promotions- und Habilitationsrecht aber aus dem bayerischen Landesrecht ab.

## Situation in der Schweiz
Die meisten schweizerischen Universitäten stehen in kantonaler Trägerschaft, allerdings existieren auch zwei vom Bund getragene sogenannte eidgenössische Hochschulen: Die Ecole Polytechnique Fédérale de Lausanne sowie die Eidgenössische Technische Hochschule Zürich.

## Situation in Belgien
Bildung fällt in Belgien in die Kompetenz der Gemeinschaften. Die einzige vom Bund getragene Hochschule mit Universitätsrang ist die Königliche Militärakademie.

## Situation in Brasilien
Brasilien verfügt über 205 Universitäten, darunter 69 Bundesuniversitäten (universidades federais), die von der Bundesregierung getragen werden. 

## Situation in Österreich
Da in Österreich das Hochschulwesen Bundesangelegenheit ist, sind mit Ausnahme der privaten Einrichtungen alle Universitäten in Österreich Bundesuniversitäten. 